# Liste der Baudenkmäler in Bünde
Die Liste der Baudenkmäler in Bünde enthält die denkmalgeschützten Bauwerke auf dem Gebiet der Stadt Bünde im Kreis Herford in Nordrhein-Westfalen (Stand: 24. April 2023). Diese Baudenkmäler sind in der Denkmalliste der Stadt Bünde eingetragen; Grundlage für die Aufnahme ist das Denkmalschutzgesetz Nordrhein-Westfalen (DSchG NRW).

## Legende
- Bild: zeigt ein Bild des Baudenkmals
- Bezeichnung: nennt den Namen bzw. die Bezeichnung des Baudenkmals
- Lage: gibt die Straße und Hausnummer des Baudenkmals an (sofern vorhanden) sowie die Lage auf einer Karte an
- Beschreibung: liefert weitere Informationen zum Baudenkmal
- Bauzeit: gibt das Jahr der Fertigstellung an bzw. den Zeitraum der Errichtung
- Eingetragen seit: gibt die Eintragung in die Denkmalliste an
- Denkmal Nr.: gibt die Nummer des Baudenkmals, mit dem es in der Denkmalliste steht, an

## Baudenkmäler

### Profanbauten
| Bild                    | Bezeichnung                            | Lage                                       | Beschreibung                                                                                  | Bauzeit   | Eingetragen seit   | Denkmal- nummer |
| ----------------------- | -------------------------------------- | ------------------------------------------ | --------------------------------------------------------------------------------------------- | --------- | ------------------ | --------------- |
| weitere Bilder          | Wohnhaus                               | Bünde-Mitte Eschstraße 54 Karte            |                                                                                               |           | 12. Februar 1985   | 1               |
| weitere Bilder          | Wohnhaus                               | Bünde-Mitte Hindenburgstraße 14 Karte      |                                                                                               |           | 25. März 1985      | 2               |
| weitere Bilder          | Wohnhaus                               | Bünde-Mitte Bahnhofstraße 46 Karte         |                                                                                               |           | 25. März 1985      | 3               |
| weitere Bilder          | Städtische Musikschule                 | Ennigloh Amtshausplatz 1 Karte             | Ehemaliges Amtshaus Ennigloh, jetzt städtische Musikschule                                    | 1902:15   | 25. März 1985      | 4               |
| weitere Bilder          | Villa Rehling                          | Bünde-Mitte Hindenburgstraße 3 Karte       |                                                                                               |           | 25. März 1985      | 5               |
| weitere Bilder          | Villa André                            | Bünde-Mitte Hindenburgstraße 11 Karte      |                                                                                               |           | 22. März 1985      | 6               |
| weitere Bilder          | Wohnhaus                               | Bünde-Mitte Eschstraße 45 Karte            |                                                                                               | 1860:12   | 10. Juli 1985      | 7               |
| Ausstattungsgegenstände | Ausstattungsgegenstände                | Bünde-Mitte Eschstraße 45 Karte            | nur Ausstattungsgegenstände, Gebäude siehe Nr. 7                                              |           | 18. März 1987      | 7               |
| weitere Bilder          | Wohnhaus                               | Bünde-Mitte Wehmstraße 7 Karte             |                                                                                               |           | 25. März 1985      | 8               |
| weitere Bilder          | Bünder Palazzo                         | Bünde-Mitte Eschstraße 31 Karte            | Ehemalige Feinbäckerei Kottmann (Kaiserlicher Hoflieferant):14                                |           | 25. März 1985      | 9               |
| weitere Bilder          | Wohnhaus mit Eiskeller und Einfriedung | Bünde-Mitte Kaiser-Wilhelm-Straße 13 Karte |                                                                                               |           | 27. März 1985      | 10              |
| weitere Bilder          | Alte Apotheke                          | Bünde-Mitte Eschstraße 16 Karte            |                                                                                               |           | 10. Juli 1985      | 11              |
| Wohnhaus                | Wohnhaus                               | Bünde-Mitte Hangbaumstraße 17 Karte        |                                                                                               |           | 10. Juli 1985      | 12              |
| weitere Bilder          | Wohn- und Geschäftshaus                | Bünde-Mitte Museumsplatz 3 Karte           |                                                                                               |           | 4. Oktober 1985    | 13              |
| weitere Bilder          | Wohn- und Geschäftshaus                | Bünde-Mitte Eschstraße 21 b Karte          | Gebäude beherbergte ab 1842 die erste Bünder Zigarrenfabrik:20                                |           | 16. Juli 1986      | 14              |
| weitere Bilder          | Wohnhaus                               | Bünde-Mitte Eschstraße 43 Karte            |                                                                                               |           | 16. Juli 1986      | 15              |
| weitere Bilder          | Pfarrhaus                              | Bünde-Mitte Wehmstraße 10 Karte            |                                                                                               | 1822:12   | 16. Juli 1986      | 16              |
| weitere Bilder          | Blaues Haus                            | Bünde-Mitte Eschstraße 20 Karte            |                                                                                               |           | 22. Juli 1986      | 17              |
| Wohn- und Geschäftshaus | Wohn- und Geschäftshaus                | Bünde-Mitte Eschstraße 35 Karte            |                                                                                               |           | 31. Juli 1986      | 18              |
| weitere Bilder          | Wohnhaus                               | Bünde-Mitte Hindenburgstraße 18 Karte      |                                                                                               |           | 12. November 1986  | 19              |
| weitere Bilder          | Wohnhaus                               | Bünde-Mitte Steinmeisterstraße 11 Karte    |                                                                                               |           | 12. November 1986  | 20              |
| weitere Bilder          | Bäuerliches Fachwerkhaus               | Bünde-Mitte Wehmstraße 3+5 Karte           |                                                                                               |           | 12. April 1988     | 21              |
| weitere Bilder          | Wohnhaus                               | Bünde-Mitte Klinkstraße 22 Karte           |                                                                                               |           | 12. April 1988     | 22              |
| weitere Bilder          | Zollamt                                | Ennigloh/Bünde-Mitte Wasserbreite 59 Karte | Ehemals Restaurant "Zum Großen Kurfürsten", ab 1930 Zollamt (Zentrale Steuerzeichenstelle):60 | 1901:60   | 23. September 1987 | 23              |
| weitere Bilder          | Villa                                  | Bünde-Mitte Hindenburgstraße 1 Karte       |                                                                                               |           | 12. April 1988     | 24              |
| weitere Bilder          | Wohn- und Geschäftshaus                | Bünde-Mitte Hindenburgstraße 21 Karte      |                                                                                               |           | 12. April 1988     | 25              |
| weitere Bilder          |                                        | Ennigloh Buschstraße 8 Karte               | aus der Denkmalliste gelöscht am 4. Oktober 1989                                              |           | 10. November 1988  | 26              |
| weitere Bilder          | Wohn- und Geschäftshaus                | Bünde-Mitte Hangbaumstraße 2–4 Karte       |                                                                                               |           | 31. August 1990    | 27              |
| weitere Bilder          | Wohn- und Geschäftshaus                | Bünde-Mitte Eschstraße 39 Karte            |                                                                                               |           | 31. August 1990    | 28              |
| weitere Bilder          | Wohn- und Geschäftshaus                | Bünde-Mitte Bahnhofstraße 57 Karte         |                                                                                               |           | 20. November 1992  | 29              |
| weitere Bilder          | Altbautrakt Gymnasium am Markt         | Bünde-Mitte Am Markt 12 Karte              |                                                                                               | 1908:72   | 24. Februar 1995   | 30              |
| weitere Bilder          | Wohn- und Geschäftshaus                | Bünde-Mitte Bahnhofstraße 14 Karte         |                                                                                               |           | 18. Juni 1996      | 31              |
| weitere Bilder          | Wohn- und Geschäftshaus                | Bünde-Mitte Bahnhofstraße 42 Karte         |                                                                                               |           | 19. Juni 1996      | 32              |
| weitere Bilder          | Wohnhaus                               | Bünde-Mitte Bahnhofstraße 44 Karte         |                                                                                               |           | 18. Juni 1996      | 33              |
| weitere Bilder          | Wohnhaus                               | Bünde-Mitte Hindenburgstraße 9 Karte       |                                                                                               |           | 8. Juli 1996       | 34              |
| weitere Bilder          | Wohnhaus                               | Bünde-Mitte Hindenburgstraße 15 Karte      |                                                                                               |           | 8. Juli 1996       | 35              |
| weitere Bilder          | Wohnhaus                               | Bünde-Mitte Hindenburgstraße 30 Karte      |                                                                                               |           | 8. Juli 1996       | 36              |
| weitere Bilder          | Restaurant Altes Handwerk              | Bünde-Mitte Hindenburgstraße 42 Karte      |                                                                                               |           | 8. Juli 1996       | 37              |
| weitere Bilder          | Wohn- und Geschäftshaus                | Bünde-Mitte Hindenburgstraße 48 Karte      |                                                                                               |           | 8. Juli 1996       | 38              |
| weitere Bilder          | Wohnhaus                               | Bünde-Mitte Holtkampstraße 23 Karte        |                                                                                               |           | 8. Juli 1996       | 39              |
| weitere Bilder          | Wohnhaus                               | Bünde-Mitte Sedanstraße 5 Karte            |                                                                                               |           | 8. Juli 1996       | 40              |
| weitere Bilder          | Wohnhaus                               | Bünde-Mitte Sedanstraße 6 Karte            |                                                                                               |           | 8. Juli 1996       | 41              |
| weitere Bilder          | Wohn- und Geschäftshaus                | Bünde-Mitte Sedanstraße 8 Karte            |                                                                                               |           | 8. Juli 1996       | 42              |
| weitere Bilder          | Wohn- und Geschäftshaus                | Bünde-Mitte Sedanstraße 10 Karte           |                                                                                               |           | 8. Juli 1996       | 43              |
| weitere Bilder          | Wohnhaus                               | Bünde-Mitte Klinkstraße 21 Karte           |                                                                                               |           | 8. Juli 1996       | 44              |
| weitere Bilder          | Wohn- und Geschäftshaus                | Bünde-Mitte Herforder Straße 4 Karte       |                                                                                               |           | 8. Juli 1996       | 45              |
| weitere Bilder          | Wohn- und Geschäftshaus                | Bünde-Mitte Am Brunnen 13 Karte            |                                                                                               |           | 8. Juli 1996       | 46              |
| weitere Bilder          | Schulgebäude                           | Südlengern Max-Planck-Straße 52 Karte      |                                                                                               |           | 8. Juli 1996       | 47              |
| weitere Bilder          | Wohnhaus                               | Bünde-Mitte Fünfhausenstraße 44 Karte      |                                                                                               |           | 9. Juli 1996       | 48              |
| weitere Bilder          | Wohnhaus                               | Bünde-Mitte Viktoriastraße 10 Karte        |                                                                                               |           | 9. Juli 1996       | 49              |
| weitere Bilder          | Geschäftshaus                          | Bünde-Mitte Auf'm Tie 6 Karte              |                                                                                               |           | 9. Juli 1996       | 50              |
| weitere Bilder          | Geschäftshaus                          | Bünde-Mitte Eschstraße 1 Karte             | auf der Abbildung: Eckhaus, links                                                             |           | 9. Juli 1996       | 51              |
| weitere Bilder          | Wohn- und Geschäftshaus                | Bünde-Mitte Nordring 11 Karte              |                                                                                               |           | 9. Juli 1996       | 52              |
| weitere Bilder          | Stadtbücherei                          | Bünde-Mitte Eschstraße 50 Karte            | heute Stadtbücherei, davor Filiale der Landeszentralbank                                      |           | 9. Juli 1996       | 53              |
| weitere Bilder          | Wohn- und Geschäftshaus                | Bünde-Mitte Bahnhofstraße 24 Karte         |                                                                                               |           | 27. September 1996 | 54              |
| weitere Bilder          | Wohn- und Geschäftshaus                | Bünde-Mitte Bahnhofstraße 28 Karte         |                                                                                               |           | 27. September 1996 | 55              |
| weitere Bilder          |                                        | Bünde-Mitte Bismarckstraße 9 Karte         | aus der Denkmalliste gelöscht                                                                 |           | 27. September 1996 | 56              |
| weitere Bilder          | Wohn- und Geschäftshaus                | Bünde-Mitte Bismarckstraße 11 Karte        |                                                                                               |           | 27. September 1996 | 57              |
| weitere Bilder          | Wohn- und Geschäftshaus                | Bünde-Mitte Eschstraße 52 Karte            |                                                                                               |           | 27. September 1996 | 58              |
| weitere Bilder          | Wohn- und Geschäftshaus                | Bünde-Mitte Eschstraße 18 Karte            | Ehemaliges "Central-Hotel":24                                                                 |           | 21. November 2000  | 59              |
| weitere Bilder          | Wohnhaus                               | Bünde-Mitte Elsedamm 28 Karte              |                                                                                               |           | 12. Juli 2001      | 60              |
| weitere Bilder          | Wohnhaus                               | Bünde-Mitte Elsedamm 30 Karte              |                                                                                               |           | 12. Juli 2001      | 61              |
| weitere Bilder          | Wohn- und Geschäftshaus                | Bünde-Mitte Bismarckstraße 14 Karte        | ehem. Dr. Fix                                                                                 |           | 12. Juli 2001      | 62              |
| weitere Bilder          | Wohnhaus                               | Dünne Quellenweg 19 Karte                  |                                                                                               |           | 12. Juli 2001      | 63              |
| weitere Bilder          | Wohn- und Geschäftshaus                | Bünde-Mitte Eschstraße 34 Karte            |                                                                                               |           | 1. September 2004  | 64              |
| weitere Bilder          | Wohnhaus                               | Bünde-Mitte Kleiner Bruchweg 14 Karte      |                                                                                               |           | 26. Juli 2005      | 65              |
| weitere Bilder          | Wohnhaus                               | Bünde-Mitte Kleiner Bruchweg 18 Karte      |                                                                                               |           | 26. Juli 2005      | 66              |
| weitere Bilder          | Wohnhaus                               | Bünde-Mitte Kleiner Bruchweg 19 Karte      |                                                                                               |           | 26. Juli 2005      | 67              |
| weitere Bilder          | Wohnhaus                               | Bünde-Mitte Herforder Straße 23 Karte      |                                                                                               |           | 31. Oktober 2006   | 68              |
| weitere Bilder          | Wohnhaus                               | Bünde-Mitte Steinmeisterstraße 9 Karte     |                                                                                               |           | 21. März 2007      | 69              |
| weitere Bilder          | Wohn- und Geschäftshaus                | Bünde-Mitte Eschstraße 6 Karte             |                                                                                               |           | 23. März 2007      | 70              |
| weitere Bilder          | Wohn- und Geschäftshaus                | Bünde-Mitte Eschstraße 28 a Karte          |                                                                                               |           | 28. März 2007      | 71              |
| weitere Bilder          | Wohnhaus                               | Bünde-Mitte Eschstraße 58 Karte            |                                                                                               |           | 17. September 2007 | 72              |
| weitere Bilder          | Wohn- und Geschäftshaus                | Bünde-Mitte Eschstraße 4 Karte             |                                                                                               |           | 17. September 2007 | 73              |
| weitere Bilder          | Wohnhaus                               | Bünde-Mitte Wasserbreite 43/45 Karte       |                                                                                               |           | 24. September 2007 | 74              |
| weitere Bilder          | Wohnhaus                               | Bünde-Mitte Klinkstraße 17 Karte           |                                                                                               |           | 25. September 2007 | 75              |
| weitere Bilder          | Wohnhaus                               | Bünde-Mitte Klinkstraße 12 Karte           |                                                                                               |           | 25. September 2007 | 76              |
| weitere Bilder          | Wohnhaus                               | Bünde-Mitte Wasserbreite 20 Karte          |                                                                                               |           | 26. September 2007 | 77              |
| Ehem. Villa             | Ehem. Villa                            | Ennigloh Borriesstraße 72 Karte            | (Hinweis: Fabrikantenvilla im Bauhausstil wurde durch Fabrikgebäude der Miele AG überbaut)    |           | 8. November 2007   | 78              |
| weitere Bilder          | Wohnhaus                               | Ennigloh Wilhelmstraße 17 Karte            |                                                                                               |           | 28. November 2007  | 79              |
| weitere Bilder          | Wohnhaus                               | Bünde-Mitte Klinkstraße 16 Karte           |                                                                                               |           | 28. November 2007  | 80              |
| weitere Bilder          | Wohnhaus                               | Ennigloh Wilhelmstraße 31 Karte            |                                                                                               |           | 16. Januar 2008    | 81              |
| weitere Bilder          | Wohn- und Geschäftshaus                | Bünde-Mitte Eschstraße 56 Karte            |                                                                                               |           | 8. Oktober 2008    | 82              |
| weitere Bilder          | Wohnhaus                               | Bünde-Mitte Kaiser-Wilhelm-Straße 10 Karte |                                                                                               |           | 10. März 2010      | 83              |
| weitere Bilder          | Wohn- und Geschäftshaus                | Bünde-Mitte Kaiser-Wilhelm-Straße 14 Karte |                                                                                               |           | 10. März 2010      | 84              |
| weitere Bilder          | Wohnhaus                               | Bünde-Mitte Steinmeisterstraße 8 Karte     |                                                                                               |           | 17. Mai 2010       | 85              |
| weitere Bilder          | Wohnhaus                               | Bünde-Mitte Am Brunnen 7 Karte             |                                                                                               |           | 17. Mai 2010       | 86              |
| weitere Bilder          | Wohn- und Geschäftshaus                | Bünde-Mitte Kaiser-Wilhelm-Straße 11 Karte |                                                                                               |           | 1. März 2011       | 87              |
| weitere Bilder          | Wohn- und Geschäftshaus                | Ennigloh Hauptstraße 17 Karte              |                                                                                               |           | 1. März 2011       | 88              |
| Wohnhaus und Buchenwald | Wohnhaus und Buchenwald                | Hunnebrock Stauffenbergstraße 3 Karte      |                                                                                               |           | 28. Februar 2012   | 89              |
| weitere Bilder          | Wohn- und Geschäftshaus                | Bünde-Mitte Eschstraße 27 Karte            |                                                                                               |           | 29. Februar 2012   | 90              |
| Wohn- und Geschäftshaus | Wohn- und Geschäftshaus                | Bünde-Mitte Eschstraße 39a Karte           |                                                                                               |           | 22. Mai 2012       | 91              |
| weitere Bilder          | Wohn- und Geschäftshaus                | Bünde-Mitte Eschstraße 41a Karte           |                                                                                               |           | 24. Mai 2012       | 92              |
| weitere Bilder          | Wohnhaus                               | Bünde-Mitte Bismarckstraße 7 Karte         |                                                                                               |           | 24. Mai 2012       | 93              |
| BW                      | Wohnhaus                               | Kaiser-Wilhelmstraße 12 Karte              |                                                                                               |           | 22. November 2012  | 94              |
| weitere Bilder          | Ehem. Wohn- und Geschäftshaus          | Bünde-Mitte Fünfhausenstraße 36 Karte      |                                                                                               | 1899-1900 | 3. November 2022   | 95              |

### Sakralbauten
| Bild           | Bezeichnung       | Lage                                       | Beschreibung    | Bauzeit                                                             | Eingetragen seit | Denkmal- nummer |
| -------------- | ----------------- | ------------------------------------------ | --------------- | ------------------------------------------------------------------- | ---------------- | --------------- |
| weitere Bilder | Laurentius-Kirche | Bünde-Mitte Bahnhofstraße 12 Karte         |                 | Vor dem 9. Jh. (älteste Teile), 10. Jh. (Turm), 13. Jh. (Kreuzsaal) | 25. März 1985    | 1               |
| weitere Bilder | Paulus-Kirche     | Bünde-Mitte Kaiser-Wilhelm-Straße 18 Karte |                 | 1870                                                                | 16. Juli 1986    | 2               |
| weitere Bilder | Kirche Dünne      | Dünne Raiffeisenstraße 12 Karte            |                 |                                                                     | 16. Juli 1986    | 3               |
| weitere Bilder | Kapelle Klus      | Dünne Klusstraße Karte                     | St.-Jürgen-Klus |                                                                     | 16. Juli 1986    | 4               |
| weitere Bilder | Adventskapelle    | Muckum Muckumer Straße 43 Karte            |                 |                                                                     | 8. Oktober 2008  | 5               |
| weitere Bilder | St.-Josef-Kirche  | Bünde-Mitte Philippstraße 2-6              |                 |                                                                     | 13. Januar 2015  | 6 Wikidata      |

### Bäuerliche Anwesen
| Bild                    | Bezeichnung             | Lage                                     | Beschreibung                                                                            | Bauzeit | Eingetragen seit  | Denkmal- nummer |
| ----------------------- | ----------------------- | ---------------------------------------- | --------------------------------------------------------------------------------------- | ------- | ----------------- | --------------- |
| weitere Bilder          | Fachwerkgiebelhaus      | Hüffen Zillestraße 89 Karte              |                                                                                         |         | 25. März 1985     | 1               |
| weitere Bilder          | Budde-Hof               | Bünde-Mitte Frühlingsweg 9 Karte         | Ursprünglicher Standort in Ladbergen, 1977 nach Bünde versetzt:13                       | 1750:13 | 17. Januar 1985   | 2               |
| weitere Bilder          | Fachwerkgiebelhaus      | Ennigloh Gewinghauser Straße 77 Karte    |                                                                                         |         | 16. Juli 1986     | 3               |
| weitere Bilder          | Rahningscher Hof        | Bünde-Mitte Bahnhofstraße 17 Karte       |                                                                                         | 1677:6  | 12. November 1986 | 4               |
| weitere Bilder          | Haus Dahlkötter         | Bünde-Mitte Bahnhofstraße 19 Karte       |                                                                                         | 1555:6  | 12. November 1986 | 5               |
| weitere Bilder          | Museumsanlage           | Bünde-Mitte Fünfhausenstraße 8–12 Karte  |                                                                                         |         | 12. November 1986 | 6               |
| weitere Bilder          | Heimstätte Dünne        | Dünne Bodelschwinghstraße 116–128 Karte  |                                                                                         |         | 19. Februar 1987  | 7               |
|                         |                         | Ennigloh Holser Straße 156 Karte         | aus der Denkmalliste gelöscht am 3. Juli 1996                                           |         | 10. November 1988 | 8               |
|                         |                         | Hunnebrock Dorfstraße 22 Karte           | aus der Denkmalliste gelöscht am 15. Oktober 2001                                       |         | 31. Oktober 1990  | 9               |
|                         |                         | Holsen Rödinghauser Straße 142 Karte     | aus der Denkmalliste gelöscht am 29. April 2004                                         |         | 6. April 1993     | 10              |
| weitere Bilder          | Hof Bruning             | Muckum Auf der Hags 2 Karte              |                                                                                         |         | 5. Mai 1993       | 11              |
| weitere Bilder          | Fachwerkgiebelhaus      | Muckum Altenhüffer Mühlenweg 2 Karte     |                                                                                         |         | 23. Juni 1993     | 12              |
| „Alte Schmiede“         | „Alte Schmiede“         | Bünde-Mitte Bahnhofstraße 58 Karte       | Aus der Denkmalliste gelöscht. (an dessen Stelle jetzt Schnellrestaurant „Hermsburger“) |         | 4. März 1994      | 13              |
| weitere Bilder          | Wohn- und Geschäftshaus | Bünde-Mitte Auf'm Tie 4 Karte            |                                                                                         |         | 18. Juni 1996     | 14              |
| weitere Bilder          | Wohn- und Geschäftshaus | Bünde-Mitte Auf'm Tie 9 Karte            |                                                                                         |         | 18. Juni 1996     | 15              |
| Hofanlage               | Hofanlage               | Muckum Im Krümpel 17 Karte               |                                                                                         |         | 8. Juli 1996      | 16              |
| weitere Bilder          | Hofanlage               | Ennigloh Holser Straße 160 Karte         |                                                                                         |         | 8. Juli 1996      | 17              |
| weitere Bilder          | Hofanlage               | Muckum Am Röbekamp 6 Karte               |                                                                                         |         | 8. Juli 1996      | 18              |
| weitere Bilder          | Fachwerkgiebelhaus      | Bünde-Mitte Eschstraße 55 Karte          |                                                                                         |         | 9. Juli 1996      | 19              |
| Wohnhaus                | Wohnhaus                | Hunnebrock Sachsenstraße 24 Karte        |                                                                                         |         | 26. Juli 2005     | 20              |
| weitere Bilder          | Hofanlage               | Dünne Klappmeiers Weg 40 Karte           |                                                                                         |         | 26. Juni 2005     | 21              |
| weitere Bilder          | Wohnhaus                | Dünne Schwarzenbrink 12 Karte            |                                                                                         |         | 8. August 2006    | 22              |
| weitere Bilder          | Hofanlage               | Muckum Am Röbekamp 12 Karte              |                                                                                         |         | 22. Februar 2007  | 23              |
| Wohn- und Geschäftshaus | Wohn- und Geschäftshaus | Ahle Schierholzstraße 49 Karte           |                                                                                         |         | 28. März 2007     | 24              |
| weitere Bilder          | Hofanlage               | Dünne Gerhart-Hauptmann-Straße 226 Karte |                                                                                         |         | 6. Mai 2008       | 25              |
| Hofanlage               | Hofanlage               | Werfen Raffaelstraße 95 Karte            |                                                                                         |         | 8. Oktober 2008   | 26              |
| weitere Bilder          | Hofanlage               | Hunnebrock Wittemeierweg 2 Karte         |                                                                                         |         | 15. März 2010     | 27              |
| weitere Bilder          | Fachwerkgiebelhaus      | Muckum Muckumer Straße 114 Karte         |                                                                                         |         | 17. Mai 2010      | 28              |
| BW                      | Fachwerkgiebelhaus      | Hunnebrock Nienburger Straße 42 Karte    |                                                                                         |         | 22. Februar 2012  | 29              |

### Industriebauten
| Bild                    | Bezeichnung                 | Lage                                                    | Beschreibung                                                             | Bauzeit | Eingetragen seit   | Denkmal- nummer |
| ----------------------- | --------------------------- | ------------------------------------------------------- | ------------------------------------------------------------------------ | ------- | ------------------ | --------------- |
| weitere Bilder          | Tabakspeicher               | Bünde-Mitte Wasserbreite 5 Karte                        |                                                                          |         | 14. Juli 1986      | 1               |
| weitere Bilder          | Bürotrakt André             | Bünde-Mitte Moltkestraße 10–18 Karte                    |                                                                          |         | 24. Februar 1995   | 2               |
| weitere Bilder          | Zigarrenfabrik Koch & Söhne | Bünde-Mitte Brunnenallee 46 / Ecke Holtkampstraße Karte |                                                                          |         | 14. September 1995 | 3               |
| weitere Bilder          | Severin                     | Bünde-Mitte Wasserbreite 39–41 Karte                    |                                                                          |         | 28. September 1995 | 4               |
| weitere Bilder          | Bastert                     | Bünde-Mitte Viktoriastraße 17 Karte                     |                                                                          |         | 8. Dezember 2005   | 5               |
| weitere Bilder          | Herforder Straße 18         | Bünde-Mitte Herforder Straße 18 Karte                   | Ehemalige Zigarrenfabrik Heinrich Hurlbrink                              |         | 17. Mai 2010       | 6               |
| weitere Bilder          | ehemalige Firma Cordes      | Ennigloh Wasserbreite 71 Karte                          | aus der Denkmalliste gelöscht am 21. Januar 2019 mittlerweile abgerissen |         | 1. März 2011       | 7               |
| Firma Wilhelm Lindemann | Firma Wilhelm Lindemann     | Südlengern Herforder Straße 173–179 Karte               |                                                                          |         | 27. Juli 2011      | 8               |

### Technische Baudenkmäler
| Bild                   | Bezeichnung                                 | Lage                                      | Beschreibung                              | Bauzeit  | Eingetragen seit   | Denkmal- nummer |
| ---------------------- | ------------------------------------------- | ----------------------------------------- | ----------------------------------------- | -------- | ------------------ | --------------- |
| Wassergewinnungsanlage | Wassergewinnungsanlage                      | Spradow Bäckerstraße Karte                |                                           | 1914     | 16. Juli 1986      | 1               |
| Wassermühle            | Wassermühle                                 | Hunnebrock Nienburger Straße 36 Karte     |                                           |          | 18. Februar 1987   | 2               |
| Kaffeerösterei         | Kaffeerösterei                              | Bünde-Mitte Heidkampstraße 4 Karte        | Ehemalig F. W. Eggersmann Kaffee-Rösterei | 1899:105 | 24. August 1989    | 3               |
| weitere Bilder         | Bahnübergang über die L 775 in Bünde-Holsen | Holsen/Ennigloh Rödinghauser Straße Karte | L557 unterquert die Ravensberger Bahn     |          | 27. Februar 1990   | 4               |
| weitere Bilder         | Bolldammbrücke                              | Bünde-Mitte Bahnhofstraße Karte           | Brücke über die Else                      |          | 28. September 1995 | 5               |

### Sonstige Denkmäler
| Bild                                                | Bezeichnung                                         | Lage                               | Beschreibung | Bauzeit | Eingetragen seit  | Denkmal- nummer |
| --------------------------------------------------- | --------------------------------------------------- | ---------------------------------- | ------------ | ------- | ----------------- | --------------- |
| weitere Bilder                                      | Grotte                                              | Bünde-Mitte Am Brunnen Karte       |              |         | 19. Februar 1987  | 1               |
| weitere Bilder                                      | Nivellementpunkt Bahnhof Bünde                      | Bünde-Mitte Bahnhofstraße Karte    |              |         | 16. März 1993     | 2               |
| Familiengruft Steinmeister auf dem Feldmarkfriedhof | Familiengruft Steinmeister auf dem Feldmarkfriedhof | Bünde-Mitte Herforder Straße Karte |              |         | 28. November 2007 | 3               |
| weitere Bilder                                      | Kriegerehrenmal auf dem Kirchhof                    | Bünde-Mitte Bahnhofstraße 12 Karte |              |         | 28. Februar 2012  | 4               |
| BW                                                  | Kreuzstein mit Inschrift                            | Ennigloh Am Kreuzstein Karte       |              |         | 07. Juni 2021     | 5               |

### Kulturbauten
| Bild           | Bezeichnung    | Lage                         | Beschreibung                                     | Bauzeit | Eingetragen seit | Denkmal- nummer |
| -------------- | -------------- | ---------------------------- | ------------------------------------------------ | ------- | ---------------- | --------------- |
| weitere Bilder | Universum-Kino | Ennigloh Hauptstraße 9 Karte | Ursprünglicher Name: Lichtspielhaus Wittekind:15 | 1924:15 | 5. April 1993    | 1               |

## Ortsfeste Bodendenkmäler
Neben den Denkmälern des Listenteils A befinden sich drei Bodendenkmäler (Listenteil B) auf dem Gebiet der Stadt Bünde.

| Bild                            | Bezeichnung                     | Lage             | Beschreibung | Bauzeit | Eingetragen seit   | Denkmal- nummer |
| ------------------------------- | ------------------------------- | ---------------- | ------------ | ------- | ------------------ | --------------- |
| weitere Bilder                  | Bodendenkmal Doberg             | Südlengern Karte |              | /       | 21. Juni 1989      | 1               |
| Bodendenkmal „Im Obrock“        | Bodendenkmal „Im Obrock“        | Spradow          |              |         | 10. Mai 1994       | 2               |
| Bodendenkmal „Südlengern Heide“ | Bodendenkmal „Südlengern Heide“ | Südlengern       |              |         | 10. Mai 1994       | 3               |
| Laurentiuskirche mit Kirchhof   | Laurentiuskirche mit Kirchhof   |                  |              |         | 29. September 2020 | 4               |
| Bodendenkmal „Im Obrock II“     | Bodendenkmal „Im Obrock II“     |                  |              |         | 16. November 2022  | 5               |
| Waldstraße / Bustedter Wald     | Waldstraße / Bustedter Wald     |                  |              |         | 22. Februar 2023   | 6               |